# 鄭斌輝
鄭斌輝（Tay Ping Hui，1970年11月10日—），是新加坡演员、歌手。他在1998年於一家跨國公司出任總經理時被發掘而進入演藝圈，目前為宠爱娱乐旗下經紀合約男藝人。

## 作品列表

### 電視劇
- 2025年
  - 獅城山海(饰演 何耀辉(黒虎))
- 2021年
  - 卧虎藏鬼（饰演Ralph Lee）
  - 靈魂擺渡·南洋傳說
  - 勇敢的心2（2017年拍攝）（饰演 杨逍）
- 2020年
  - 心眼
  - 绝代双骄（飾演：燕南天/路仲遠）
  - 大侠霍元甲（飾演：沙狼

- 2018年
  - 新生

- 2017年
  - 射鵰英雄傳（飾演：鐵木真）
  - 第一主角 (飾演:颁奖嘉宾)

- 2016年
  - 大英雄
  - 勾魂使者

- 2015年
  - 起飞 (飾演:江楚帆 )
  - 限量愛情
  - 心迷 (飾演: 梁文杰)

- 2014年
  - 球在你腳下

- 2013年 
  - 曙光
  - 96°C咖啡
  - 愛情風險

- 2012年 
  - 995 (飾演: 黄一讯)
  - 最火搭档2

- 2011年 
  - 警徽天職 (飾演: 鍾易達)
  - 萬福樓 (飾演: 謝東海)

- 2010年
  - 走进走出
  - 最火搭档
  - 红白囍事

- 2009年
  - 未來不是夢
  - 双子星
  - 添丁發財

- 2008年
  - 謎圖
  - 絕對佳人
  - 叮噹神探

- 2007年
  - 宝家为国 （饰演：宝文精）
  - 幸福双人床 （饰演：Steven）
  - 黃金路

- 2006年
  - 刑警2人組
  - 封神榜之鳳鳴岐山（飾演：黃飛虎）

- 2005年
  - 活下去
  - 夢在家庭

- 2004年
  - 辣兄辣妹
  - 家財萬貫
  - 野蠻親家

- 2003年
  - 美麗家庭
  - 孩有明天
  - 無炎明天
  - 叛逆战队（Devil Blues） （飾演：狄军）

- 2002年
  - 星夢成真
  - 雙天至尊Ⅲ
  - 一切由慎開始 之《糖衣苦果》 （飾演：Jeffery）

- 2001年
  - 世纪攻略
  - 大酒店

- 2000年 
  - 家事 （饰演：洪国仁）
  - 随心所遇 （饰演：Pier）
  - 世紀攻略

- 1999年
  - 错体双宝
  - 出路（飾演：劉妹）

- 1998年
  - 邊緣檔案—風度翩翩先生

### 電影
- 2003年
  - 無間道II （飾演：律師）
- 2021年
  - 今宵多珍重

### MV
- 你是我胸口永遠的痛（原唱：王傑、葉歡）

## 導演
- 2014年 
  - 電影再見巨人

## 廣告代言
- uno男士化粧品（日语：uno (化粧品)）
- TAG Heuer
- Mercedes-Benz
- Jean Yip男士美容
- Nike

## 獎項

### 演技獎項
| 年份 | 頒獎典禮            | 獎項       | 劇集           | 角色            | 結果 |
| ---- | ------------------- | ---------- | -------------- | --------------- | ---- |
| 1999 | 第6屆 紅星大獎1999  | 最佳男配角 | 《出路》       | 劉妹            | 獲獎 |
| 2000 | 第7屆 紅星大獎2000  | 最佳男主角 | 《家事》       | 洪国仁          | 提名 |
| 2003 | 第10屆 紅星大獎2003 | 最佳男主角 | 《美麗家庭》   | 郑力恒          | 提名 |
| 2005 | 第12屆 紅星大獎2005 | 最佳男主角 | 《活下去》     | 苏东平          | 提名 |
| 2006 | 第13屆 紅星大獎2006 | 最佳男主角 | 《刑警2人組》  | 陈龙 (Sean)     | 提名 |
| 2007 | 第14屆 紅星大獎2007 | 最佳男主角 | 《幸福雙人床》 | 刘一凡 (Steven) | 提名 |
| 2009 | 第15屆 紅星大獎2009 | 最佳男主角 | 《黃金路》     | 黄凯杰          | 提名 |
| 2010 | 第16屆 紅星大獎2010 | 最佳男主角 | 《雙子星》     | 孙捷            | 提名 |
| 2011 | 第17屆 紅星大獎2011 | 最佳男主角 | 《走進走出》   | 沈希平          | 提名 |
| 2011 | 第16屆 亞洲電視大獎 | 最佳男主角 | 《警徽天職》   | 钟易达          | 提名 |
| 2012 | 第18屆 紅星大獎2012 | 最佳男主角 | 《萬福樓》     | 谢东海          | 獲獎 |
| 2013 | 第19屆 紅星大獎2013 | 最佳男配角 | 《最火搭档2》  | 張雨澤          | 獲獎 |

### 其他獎項
- 2000 红星大奖2000 十大最受欢迎男艺人
- 2001 红星大奖2001 十大最受欢迎男艺人
- 2003 红星大奖2003 十大最受欢迎男艺人
- 2003《联合早报》亚洲人气偶像50强
- 2003 新加坡雅虎 十大年度新加坡人
- 2004 红星大奖2004 十大最受欢迎男艺人
- 2004《联合早报》亚洲人气偶像50强
- 2005 红星大奖2005 十大最受欢迎男艺人
- 2005 《联合早报》亚洲人气偶像50强
- 2006 红星大奖2006 十大最受欢迎男艺人
- 2006《联合早报》亚洲人气偶像50强
- 2007 红星大奖2007 十大最受欢迎男艺人
- 2007《联合早报》亚洲人气偶像50强
- 2009 红星大奖2009 十大最受欢迎男艺人
- 2010 红星大奖2010 十大最受欢迎男艺人
- 2011 红星大奖2011 十大最受欢迎男艺人
- 2012 红星大奖2012 超級紅星

## 相关网页
- 鄭斌輝個人網站 （页面存档备份，存于）
  - Tay Ping Hui (Zheng Bin Hui) 郑斌辉的Facebook專頁
  - 鄭斌輝的新浪微博
  - 鄭斌輝的X（前Twitter）
  - 鄭斌輝部落格（WORDPRESS） （页面存档备份，存于）
  - 鄭斌輝的新浪博客
- 鄭斌輝 新傳媒藝員簡介
- 鄭斌輝電影資料庫
  - 鄭斌輝在互联网电影资料库（IMDb）上的資料（英文）（英文）
  - 鄭斌輝在香港影庫上的簡介
  - 鄭斌輝在豆瓣上的资料（简体中文） 
  - 鄭斌輝在时光网上的簡介（简体中文）

| 前任： 戚玉武 | 红星大奖 最佳男主角 2012年 | 繼任： 李铭顺 |

| 前任： 陳國華 | 紅星大獎 最佳男配角 1999年 | 繼任： 陳國華 |

| 前任： 陳澍城 | 红星大奖 最佳男配角 2013年 | 繼任： 郭亮 |